# ألفرد جاي ويغين
ألفرد جاي ويغين (بالإنجليزية: Alfred J. Wiggin) هو رسام أمريكي، ولد في 1823، وتوفي في 1883.